# Karin Güttinger
Karin Güttinger (* 6. März 1992) ist eine ehemalige Schweizer Unihockeyspielerin aus Opfikon. Sie stand jahrelang beim Nationalliga-A-Vertreter UHC Dietlikon unter Vertrag.

## Karriere

### Verein
Güttinger begann ihre Karriere beim UHC Opfikon-Glattbrugg, anschliessend wechselte sie zum UHC Dietlikon. 2011 debütierte sie in der ersten Mannschaft des UHC Dietlikon in der Nationalliga A. Sie konnte sich mit der Zeit verbessern und gilt als treffsichere Stürmerin. Ihre aggressive Spielweise macht sie zu einer unangenehmen Gegnerin in der Angriffs- und Verteidigungszone.
Sie nahm mit dem UHC Dietlikon an vier Cupfinals teil, drei davon konnte sie gewinnen. 
Am 10. Mai 2017 gab der Verein auf seiner Website bekannt, dass sich Güttinger entschieden hat zurückzutreten.

### Nationalmannschaft
2013 wurde sie erstmals für die A-Nationalmannschaft aufgeboten. 2013 absolvierte sie sechs Partien für die Nationalmannschaft und erzielte insgesamt drei Tore.

## Erfolge
- Schweizer Meister: 2017